# Новий Острув (Підляське воєводство)
Новий Острув (пол. Nowy Ostrów) — село в Польщі, у гміні Шудзялово Сокульського повіту Підляського воєводства.
Населення — 43 особи (2011).
У 1975-1998 роках село належало до Білостоцького воєводства.

## Демографія
Демографічна структура станом на 31 березня 2011 року:
|          | Загалом | Допрацездатний вік | Працездатний вік | Постпрацездатний вік |
| -------- | ------- | ------------------ | ---------------- | -------------------- |
| Чоловіки | 15      | 2                  | 9                | 4                    |
| Жінки    | 28      | 1                  | 11               | 16                   |
| Разом    | 43      | 3                  | 20               | 20                   |